# Matteo Berrettini
Matteo Berrettini (Roma, 12 aprile 1996) è un tennista italiano.
Soprannominato The Hammer (Il martello) per la potenza dei suoi colpi, è ritenuto tra i più forti tennisti italiani della sua generazione. Il 31 gennaio 2022 ha raggiunto la 6ª posizione del ranking ATP.
Ha vinto 10 titoli in singolare, sei su terra rossa e quattro su erba, tra i quali due edizioni consecutive del Queen's Club Championships, e ha raggiunto la finale del torneo di Wimbledon.
In carriera ha inoltre vinto la Coppa Davis nel 2024.

## Biografia
Il padre, Luca, è un ex dirigente d'azienda, che per primo incoraggiò il figlio a intraprendere una carriera sportiva, mentre la madre, Claudia Bigo, lavora in una tabaccheria. Il fratello, Jacopo, anch'egli tennista, lo convinse a entrare nel mondo del tennis nonostante la forte passione nutrita da Matteo per il basket e il judo.
Il primo a impartirgli insegnamenti di tennis fu, dal 2003 al 2010, Raoul Pietrangeli, maestro e direttore tecnico del Circolo Magistrati della Corte dei Conti di Roma. All’inizio del 2011, Berrettini si trasferì al Circolo Canottieri Aniene, sotto la guida dell'ex allenatore Vincenzo Santopadre.
Ha origini brasiliane da parte materna; la nonna, Lucia, nata a Rio de Janeiro, si trasferì in Italia negli anni sessanta. Oltre all'italiano, Berrettini parla fluentemente inglese e spagnolo.
Tifoso della Fiorentina, il 10 ottobre 2022 ha ricevuto le chiavi della città di Firenze dal sindaco Dario Nardella.
È impegnato nel sociale attraverso iniziative di attenzione e supporto alle emozioni delle persone coinvolte in percorsi oncologici.

## Vita privata
Dal 2019 al 2022 è stato legato sentimentalmente alla collega Ajla Tomljanović.
Dal gennaio 2023 al febbraio 2024 ha avuto una relazione con Melissa Satta.

## Carriera

### Approdo al professionismo
Disputa perdendolo il primo incontro da professionista nell'agosto del 2013 al Futures Italy F21. Nel marzo del 2015 vince il suo primo singolare, sconfiggendo il serbo Miki Janković al Futures Turkey F11. Poco dopo conquista in coppia con Filippo Baldi il primo trofeo Futures in doppio, battendo la coppia formata da Edoardo Eremin e Lorenzo Sonego al Turkey F12. A maggio supera Jan Mertl al Roma Open, vincendo il primo incontro di singolare in un torneo Challenger. A ottobre trionfa al torneo Italy F30 con il successo in finale su Andrea Basso; il giorno precedente si era aggiudicato anche il titolo di doppio in coppia con Andrea Pellegrino.

### 2016: prima finale Challenger
Nella stagione seguente, a causa di un infortunio al ginocchio sinistro resta lontano dai campi da febbraio a settembre. Tornato alle gare, si aggiudica il titolo di doppio del Futures Italy F27 insieme a Jacopo Stefanini. La settimana successiva giunge in finale al Futures Italy F28, ma deve dare forfait nella sfida decisiva contro Stefano Travaglia. Nello stesso torneo vince la prova di doppio, sempre in coppia con Jacopo Stefanini. A novembre partecipa con una wild card al Challenger di Andria e ottiene il primo risultato prestigioso in carriera battendo nei quarti di finale l’ex top 5 ATP Tommy Robredo, per poi perdere la finale contro Luca Vanni.

### 2017: esordio ATP e primo titolo Challenger
A febbraio vince il secondo titolo Futures in singolare allo Switzerland F1 battendo in finale il francese Laurent Lokoli. Grazie a questa vittoria entra per la prima volta nella top 300, in 264ª posizione. A maggio fa il suo esordio con una wild card nel circuito ATP agli Internazionali d'Italia e perde al primo turno contro Fabio Fognini. A luglio conquista il suo primo titolo Challenger a San Benedetto, battendo in finale in due set il nº 106 al mondo Laslo Đere e a ottobre sale al 120º posto del ranking.

### 2018: primo titolo ATP e top 100

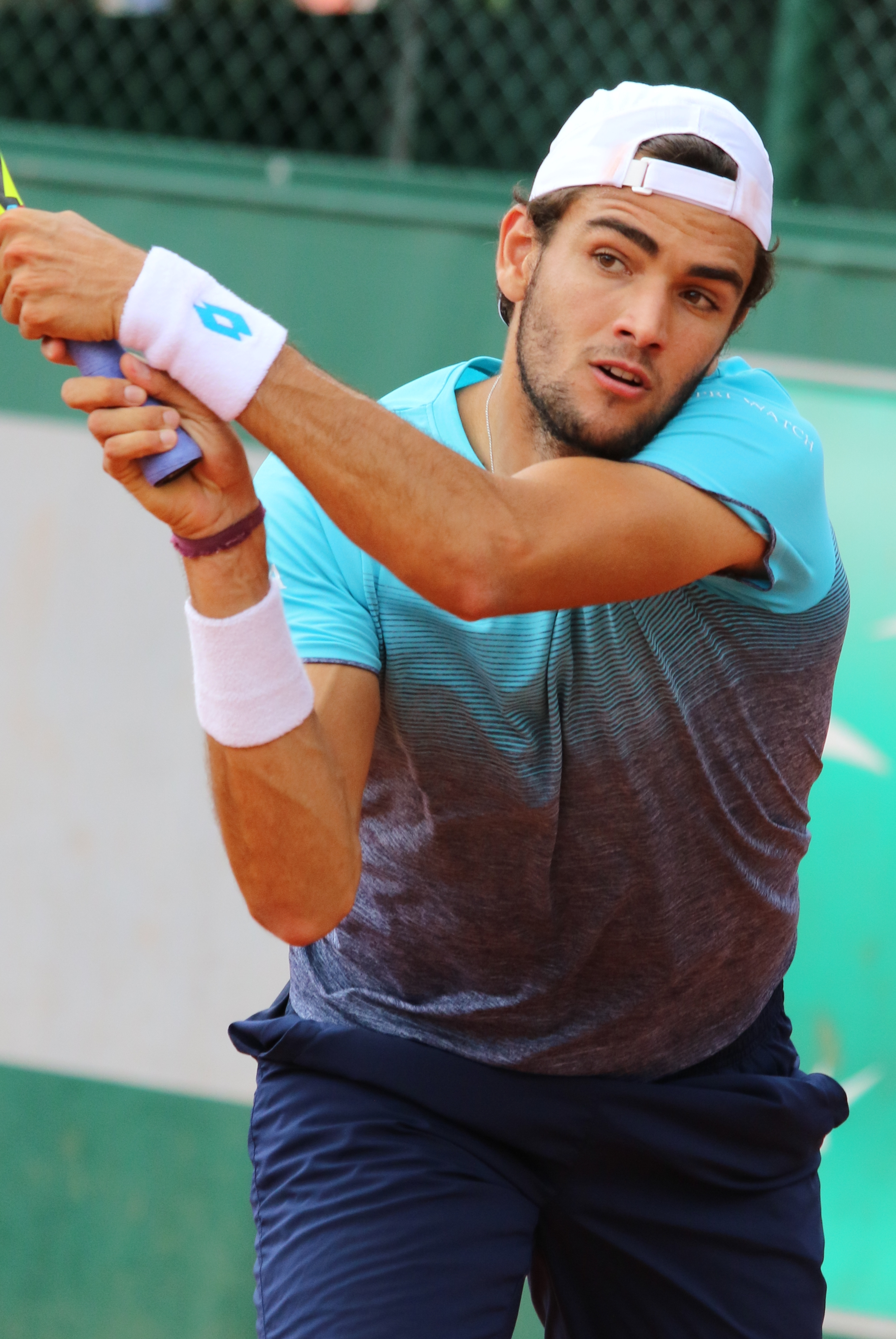
Berrettini nel 2018

A gennaio supera le qualificazioni a Doha e vince il primo incontro in un tabellone principale del circuito maggiore contro Viktor Troicki. Sconfitto nelle qualificazioni degli Australian Open, viene ripescato come lucky loser, entra per la prima volta nel tabellone principale di uno Slam e viene eliminato al turno di esordio da Adrian Mannarino. Al Challenger di Bergamo conquista il secondo titolo di categoria battendo in finale Stefano Napolitano in tre set.
Nel primo turno delle qualificazioni del Masters 1000 di Indian Wells supera Denis Kudla e perde nel turno decisivo contro Peter Polansky; tuttavia, grazie al ritiro di Nick Kyrgios, viene ripescato come lucky loser, accede direttamente al secondo turno e viene sconfitto da Daniil Medvedev. Con la finale raggiunta al Challenger di Irving entra per la prima volta nella top 100 del ranking mondiale, alla 95ª posizione. In virtù dei buoni risultati ottenuti nella prima parte della stagione, poco dopo viene convocato per la prima volta nella squadra italiana di Coppa Davis, senza disputare alcun incontro.
A maggio accede direttamente al tabellone principale del Roland Garros e vince contro Oscar Otte in quattro set il suo primo incontro in un Major. Dopo aver battuto Ernests Gulbis, nel terzo turno viene sconfitto da Dominic Thiem, futuro finalista. All'esordio nel torneo di Wimbledon è protagonista di una sorprendente vittoria contro il nº 15 del mondo Jack Sock, a cui rimonta uno svantaggio di due set e si impone 6–2 nel quinto; al turno successivo viene superato da Gilles Simon.
A Gstaad conquista il primo titolo ATP in carriera; approda in finale senza cedere un set e sconfigge Roberto Bautista Agut con il punteggio di 7–6, 6–4. Bissa il successo anche in doppio, in coppia con Daniele Bracciali, battendo Igor Zelenay e Denys Molčanov. Agli US Open esce al primo turno per mano di Denis Kudla. Il mese seguente a San Pietroburgo vince il secondo titolo in doppio sconfiggendo insieme a Fabio Fognini la coppia formata da Roman Jebavý e Matwé Middelkoop.

### 2019: Semifinale agli US Open, top 10 e qualificazione alle ATP Finals

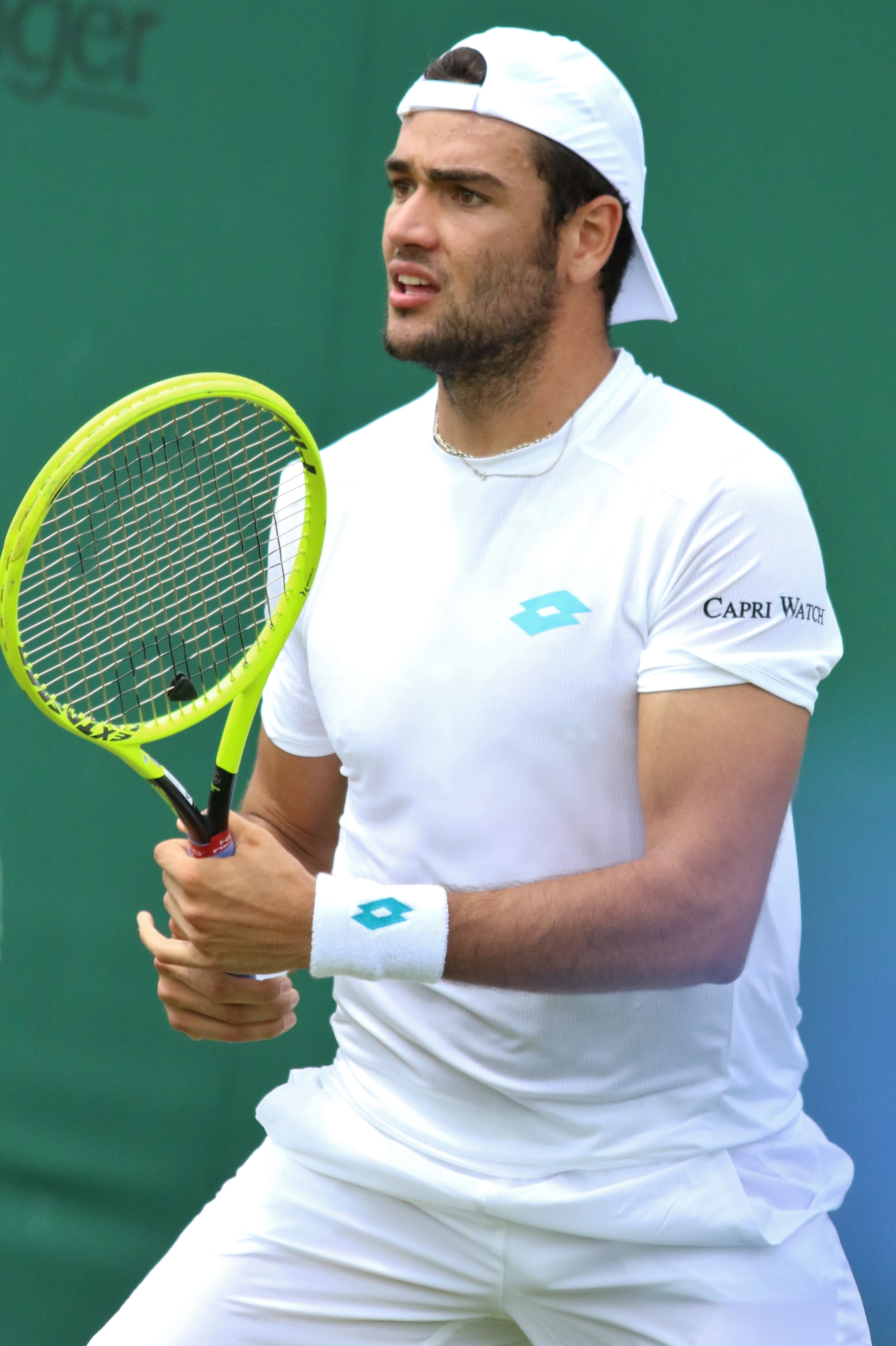
Berrettini al torneo di Wimbledon 2019

Inizia il 2019 agli Australian Open dove viene estromesso al primo turno da Stefanos Tsitsipas. A febbraio esordisce in Coppa Davis in occasione del successo per 3–1 sull'India a Calcutta vincendo in due set in singolare contro Prajnesh Gunneswaran. In seguito raggiunge la semifinale a Sofia e viene sconfitto da Márton Fucsovics. Dopo le precoci eliminazioni a Indian Wells, Miami e Monte Carlo, ad aprile conquista il secondo titolo ATP superando in finale a Budapest il nº 105 del mondo Filip Krajinović.
Agli Internazionali d'Italia il suo cammino s'interrompe al terzo turno dopo aver eliminato Alexander Zverev, nella sua prima vittoria contro un top 10 in carriera. Al Roland Garros, dove per la prima volta è testa di serie (nº 29) in un Major, viene sconfitto al secondo turno da Casper Ruud. A Stoccarda conquista il terzo titolo nel circuito maggiore, nonché il primo sull'erba; raggiunge la finale senza cedere alcun set e sconfigge Félix Auger-Aliassime con il punteggio di 6–4, 7–6. A Wimbledon batte Aljaž Bedene, Marcos Baghdatis e Diego Schwartzman – dopo aver salvato tre match point – e al quarto turno viene sconfitto nettamente da Roger Federer, futuro finalista.
Una distorsione alla caviglia subita in allenamento gli preclude la possibilità di difendere il titolo a Gstaad e lo costringe a rinunciare anche al Masters di Montréal. Agli US Open supera Richard Gasquet, Jordan Thompson, Alexei Popyrin, Andrej Rublëv e nei quarti di finale il nº 13 della classifica mondiale Gaël Monfils; Raggiunge così la sua prima semifinale Slam, diventando il primo semifinalista italiano in un Major sul cemento. Nel penultimo atto viene sconfitto in tre set da Rafael Nadal, futuro vincitore.
Al Masters di Shanghai viene sconfitto in semifinale da Alexander Zverev e a fine torneo fa il suo ingresso nella top 10 del ranking, alla 9ª posizione. I punti accumulati da inizio stagione gli consentono di disputare le ATP Finals di Londra, nelle quali viene eliminato nel round-robin con le sconfitte subite per mano di Novak Đoković e Roger Federer. Ancorché ininfluente, quello contro Dominic Thiem è il primo successo di un italiano nella storia delle Finals. Chiude l'annata all'8ª posizione mondiale e i colleghi dell'ATP gli assegnano il premio al tennista che ha ottenuto i maggiori progressi in stagione.

### 2020: Quarti di finale agli Internazionali d'Italia
Inizia il 2020 con l'eliminazione al secondo turno degli Australian Open, ed è l'unico torneo che gioca nella prima parte della stagione, interrotta ai primi di marzo con la lunga sospensione dovuta alla pandemia di COVID-19. Rientra in agosto al Cincinnati Masters, supera all'esordio Emil Ruusuvuori prima di cedere in due partite a Reilly Opelka. Agli US Open raggiunge gli ottavi di finale senza perdere alcun set e senza mai cedere il servizio e viene eliminato da Andrej Rublëv. Agli Internazionali d'Italia raggiunge per la prima volta i quarti di finale e viene sconfitto da Casper Ruud, mentre al Roland Garros si arrende al terzo turno a Daniel Altmaier. Chiude la stagione alla 10ª posizione del ranking.

### 2021: Finale a Wimbledon, Madrid e ATP Cup, titolo al Queen's e Finals a Torino
A inizio febbraio prende parte all'ATP Cup e l'Italia viene battuta in finale dalla Russia, sfida nella quale subisce da Daniil Medvedev l'unica sconfitta nel torneo. Agli Australian Open raggiunge per la prima volta gli ottavi ed è costretto a dare forfait prima dell'incontro con Stefanos Tsitsipas a causa di uno stiramento ai muscoli addominali che si era procurato nel match precedente con Karen Khachanov. Al rientro conquista il torneo di Belgrado con la vittoria nell'ultimo atto su Aslan Karacev in tre set. A maggio fa il suo esordio al Masters di Madrid e grazie ai successi su Fabio Fognini, Federico Delbonis, Cristian Garín e Casper Ruud giunge in finale, nella quale viene sconfitto da Alexander Zverev per 7–6, 4–6, 3–6. Al Roland Garros elimina Tarō Daniel, Federico Coria e Kwon Soon-woo, sfrutta quindi il ritiro di Roger Federer e accede per la prima volta ai quarti di finale, dove viene superato dal futuro vincitore Novak Đoković.

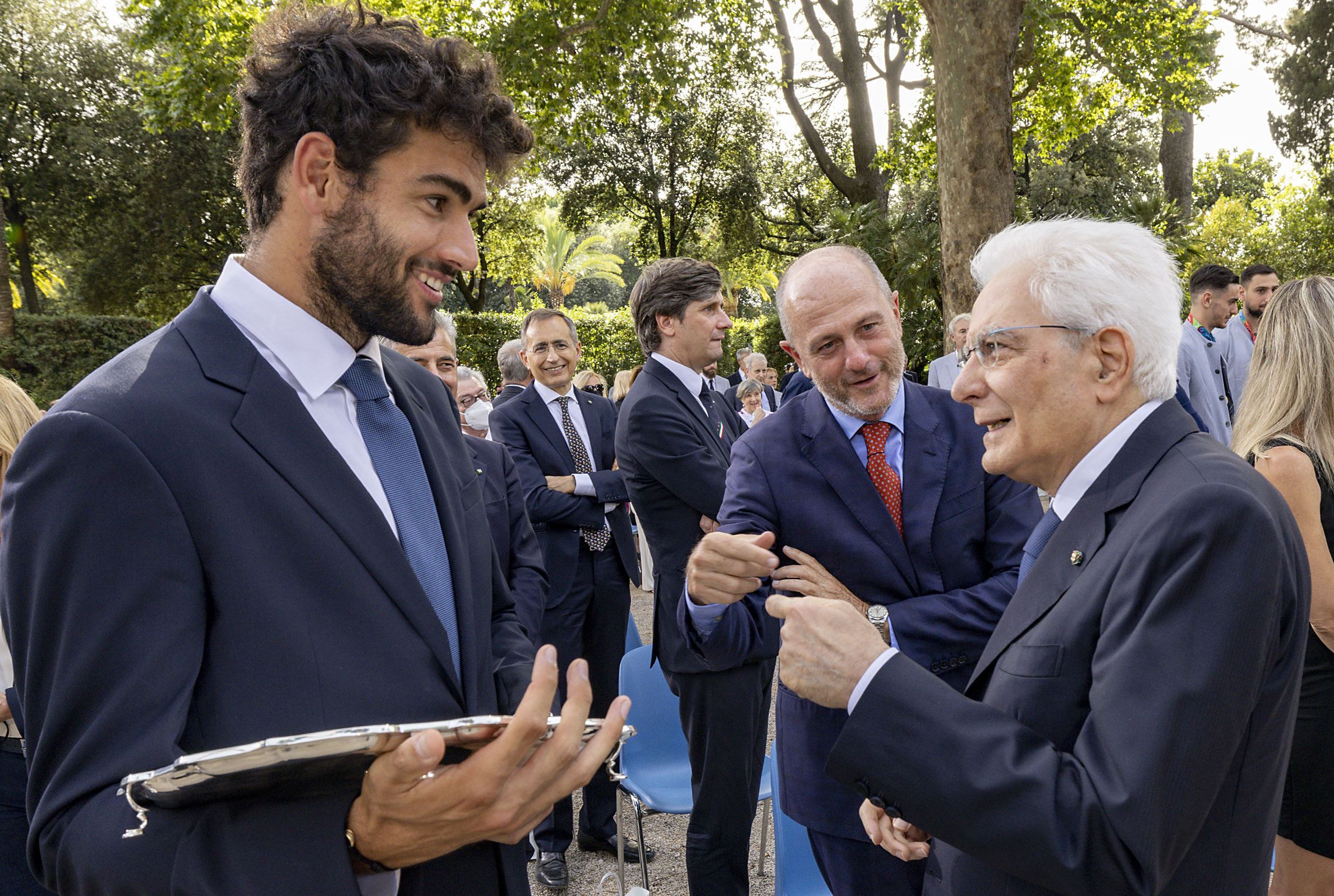
Berrettini ricevuto ai giardini del Palazzo del Quirinale dal presidente della Repubblica Sergio Mattarella dopo la finale raggiunta al torneo di Wimbledon

A giugno, dopo un'assenza di quasi due anni dai campi in erba, fa il suo debutto al Queen's, e per la prima volta è la testa di serie nº 1 in un torneo ATP 500. Supera senza perdere alcun set Stefano Travaglia, Andy Murray, Daniel Evans e in semifinale prevale su Alex de Minaur. In finale sconfigge Cameron Norrie con il punteggio di 6–4, 6–7, 6–3.

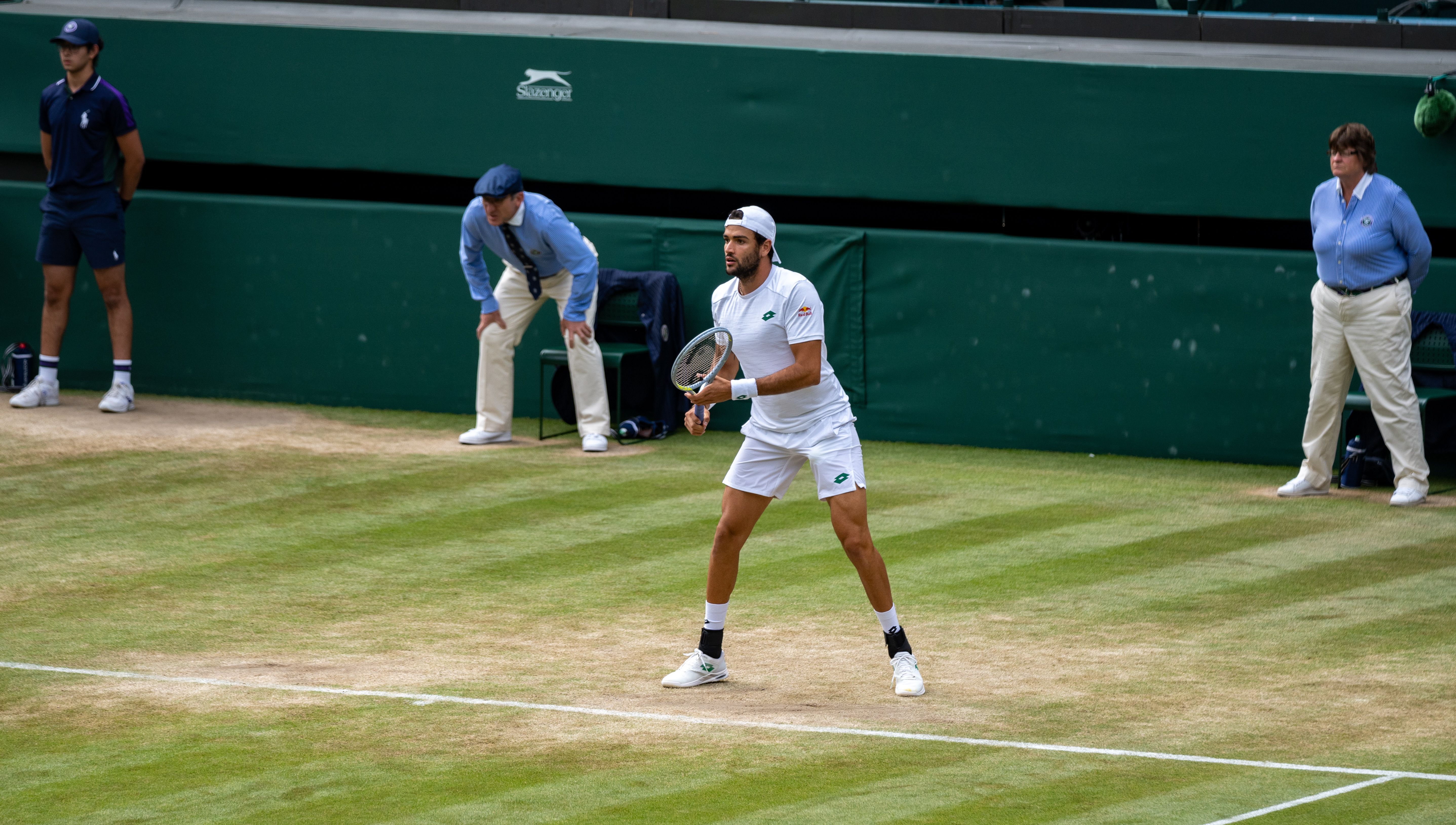
Berrettini in azione a Wimbledon nel 2021

Al torneo di Wimbledon consegue il risultato più prestigioso da inizio carriera; elimina Guido Pella, Botic van de Zandschulp, Aljaž Bedene, Il’ja Ivaška e Félix Auger-Aliassime e approda in semifinale, diventando il secondo tennista italiano a raggiungere il penultimo atto, 61 anni dopo Nicola Pietrangeli. Battendo Hubert Hurkacz in quattro set, diviene il primo tennista italiano a disputare la finale del Major londinese, nonché il secondo nell'era Open a raggiungere l'ultimo atto in una prova del Grande Slam. Viene sconfitto dal nº 1 del mondo Novak Đoković con il punteggio di 7–6, 4–6, 4–6, 3–6.
A luglio annuncia che non prenderà parte ai Giochi olimpici di Tokyo a causa di un infortunio muscolare. Rientra il mese seguente al Masters di Cincinnati e viene sconfitto al terzo turno da Félix Auger-Aliassime. Agli US Open viene eliminato nei quarti dal futuro finalista Đoković.
Contribuisce al successo della squadra europea in Laver Cup vincendo contro Félix Auger-Aliassime, mentre in doppio viene sconfitto con Alexander Zverev da John Isner / Denis Shapovalov. Nell'ATP 500 di Vienna si spinge fino ai quarti di finale e viene battuto dall'astro nascente Carlos Alcaraz al tie-break del terzo set. A causa di un fastidio al collo rinuncia al Paris Masters per preparare al meglio le ATP Finals, nelle quali si ritira durante il primo match contro Zverev per un infortunio ai muscoli addominali, abbandonando il torneo e terminando la stagione.

### 2022: semifinale agli Australian Open, n.6 ATP, titolo a Stoccarda e bis al Queen's
All'ATP Cup vince soltanto due dei sei incontri disputati e l'Italia viene eliminata concludendo il girone al secondo posto dietro la Russia. Agli Australian Open diventa il primo italiano a raggiungere la semifinale del torneo dopo aver piegato la resistenza di giocatori di prestigio come Carlos Alcaraz e Gael Monfils, viene sconfitto da Rafael Nadal, futuro vincitore. La settimana seguente sale alla 6ª posizione mondiale, la terza migliore mai raggiunta da un tennista italiano nel ranking ATP. A Rio de Janeiro viene sconfitto nei quarti dal futuro vincitore Carlos Alcaraz, mentre ad Acapulco è costretto al ritiro al turno d'esordio. Eliminato al quarto turno a Indian Wells, rinuncia a giocare a Miami per un edema alla mano destra, si sottopone a un intervento chirurgico preventivo che lo costringe a saltare la stagione primaverile sulla terra rossa.

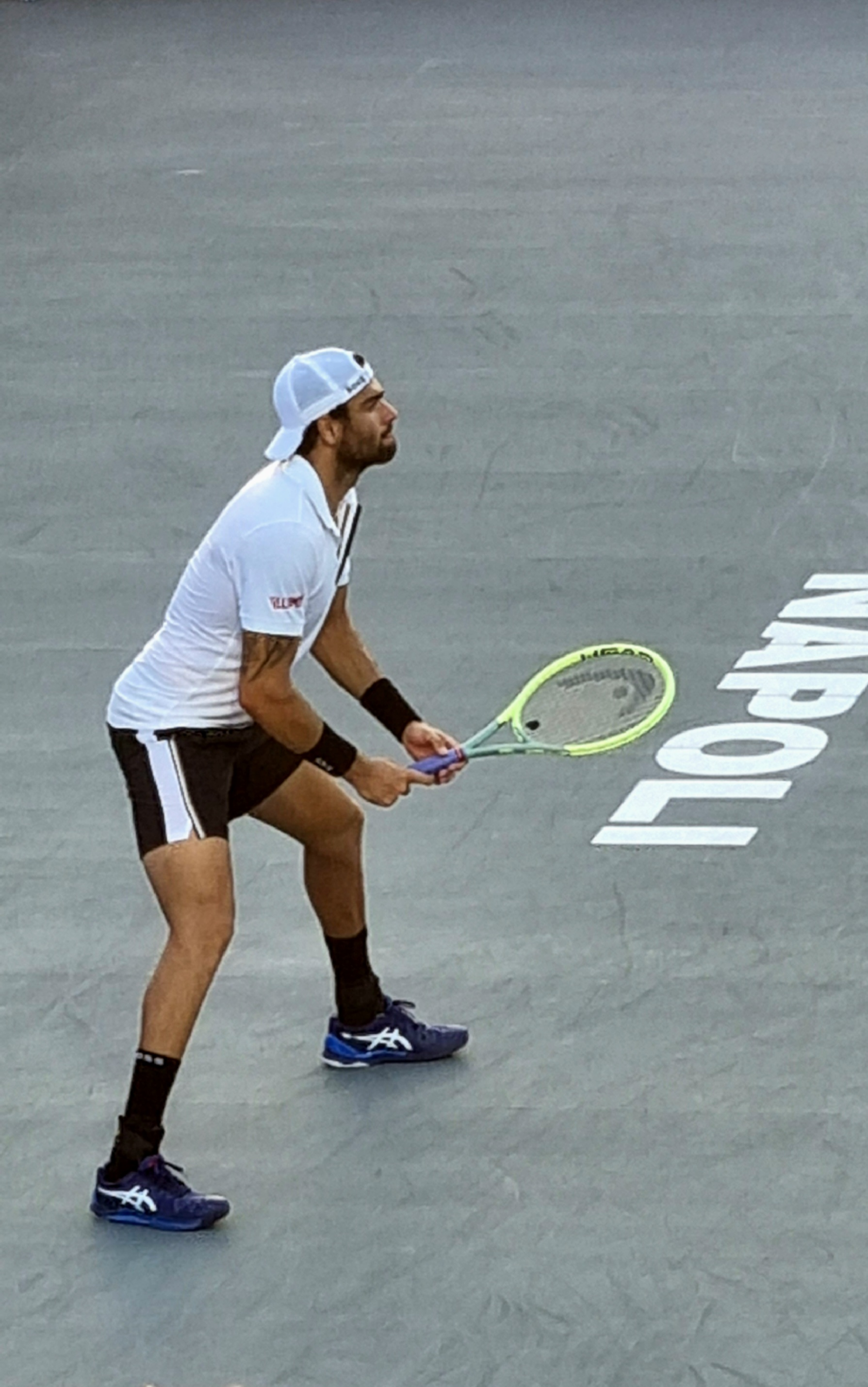
Berrettini durante la finale del torneo di Napoli nel 2022.

Al rientro dopo circa tre mesi approda in finale sull'erba di Stoccarda e sconfigge Andy Murray in tre set aggiudicandosi il titolo che aveva già vinto nel 2019. Al Queen's si riconferma campione battendo in finale Filip Krajinović. Nonostante i due successi, scende all'11º posto del ranking, uscendo dalla top 10 dopo 116 settimane consecutive di permanenza, record per il tennis italiano.
Nel giorno dell'esordio a Wimbledon risulta positivo al COVID-19 e si ritira dal torneo, al termine del quale scende alla 15ª posizione mondiale perdendo il primato tra gli italiani in favore di Jannik Sinner. I punti conquistati l'anno precedente li avrebbe persi comunque in seguito alla decisione dell’ATP di non assegnare punti per lo Slam londinese, in segno di protesta contro gli organizzatori che avevano escluso i giocatori russi e bielorussi a causa dell'invasione russa dell'Ucraina. Sulla terra rossa di Gstaad viene sconfitto in finale da Casper Ruud in rimonta, dopo 12 incontri vinti consecutivamente.
Eliminato al turno d'esordio a Montréal e a Cincinnati, dove perde per mano di Frances Tiafoe, agli US Open batte Nicolás Jarry, Hugo Grenier, Andy Murray e Alejandro Davidovich Fokina, raggiungendo per la terza volta i quarti di finale, dove cede in tre set a Casper Ruud. In Coppa Davis vince i tre singolari contro Borna Ćorić, Sebastián Báez e Elias Ymer, contribuendo alla qualificazione dell'Italia ai quarti di finale. Partecipa per il secondo anno consecutivo alla Laver Cup, aggiudicandosi il singolare contro Auger-Aliassime, il doppio insieme a Novak Đoković, contro Jack Sock e Alex de Minaur, mentre insieme ad Andy Murray esce sconfitto nella sfida contro Auger-Aliassime e Sock, con il Team World che per la prima volta si aggiudica il trofeo.
Eliminato all'esordio a Firenze da Roberto Carballés Baena, a Napoli si prende la rivincita sullo spagnolo e, superando Tarō Daniel e Mackenzie McDonald, raggiunge la prima finale su cemento in carriera, nella quale viene sconfitto in due set da Lorenzo Musetti in un incontro condizionato da un risentimento al piede sinistro che lo costringe a disertare i restanti tornei stagionali.

### 2023: finale alla United Cup, discesa in classifica, ottavi a Wimbledon e nuovo infortunio
Inizia il 2023 con i successi alla United Cup su Thiago Monteiro, Casper Ruud e Hubert Hurkacz, cogliendo le prime vittorie contro giocatori top 10 dopo due anni. In semifinale subisce una sconfitta ininfluente contro il nº 4 del ranking Stefanos Tsitsipas, mentre la sconfitta in finale contro Taylor Fritz consegna il titolo agli Stati Uniti. Agli Australian Open esce di scena al turno d'esordio e dopo 155 settimane consecutive (record italiano) esce dalla top 20. Ad Acapulco si ritira durante il match dei quarti di finale contro Holger Rune. Dopo la precoce eliminazione a Indian Wells e i quarti raggiunti al Challenger di Phoenix, esce al primo turno anche a Miami.
A Monte Carlo batte Maxime Cressy e Francisco Cerúndolo e si ritira alla vigilia del terzo turno per un nuovo problema agli addominali che lo costringe a un altro periodo di convalescenza. Torna alle competizioni dopo circa due mesi a Stoccarda, dove è campione uscente, e raccoglie solo tre giochi contro Lorenzo Sonego. Non ancora pronto fisicamente, rinuncia a giocare al Queen's, dove era campione in carica. A Wimbledon non figura tra le teste di serie di un Major per la prima volta dopo oltre quattro anni. Nei primi turni supera Lorenzo Sonego, Alex de Minaur e Alexander Zverev, senza cedere mai la battuta, e approda per la terza volta agli ottavi di finale dei Championships, record per il tennis italiano in era Open. Viene sconfitto al quarto set in rimonta dal vincitore del torneo e nº 1 del mondo Carlos Alcaraz. A fine luglio scende alla 40ª posizione mondiale, la peggiore dall'aprile 2019.
Perde al secondo turno a Toronto contro il vincitore del torneo Jannik Sinner e al primo turno a Cincinnati contro Félix Auger-Aliassime. Agli US Open, dove dopo quattro anni non è accreditato della testa di serie, supera al primo turno Ugo Humbert ed è costretto al ritiro nel successivo match per un grave infortunio alla caviglia destra che lo costringe a rinunciare agli ultimi tornei stagionali. Chiude l'annata alla 92ª posizione del ranking ATP, annunciando la collaborazione con Francisco Roig come suo nuovo allenatore, dopo 13 anni di rapporto con Vincenzo Santopadre.
Lo stesso anno fa da testimonial allo spot della Tim appartenente alla campagna pubblicitaria intitolata "La Forza delle Connessioni", assieme alla pesista Danielle Madam.

### 2024: 3 titoli ATP su 4 finali, risalita in top 40 e Coppa Davis
Sceso alla 154ª posizione del ranking, torna in campo il 12 marzo, dopo 194 giorni di inattività, con una wild card per il Challenger 175 di Phoenix e viene sconfitto in finale da Nuno Borges. Sconfitto al primo turno del successivo Masters 1000 di Miami, entra in tabellone al 250 di Marrakech e supera tra gli altri Lorenzo Sonego e Mariano Navone, in finale ha la meglio sul campione uscente Roberto Carballés Baena e conquista dopo oltre 19 mesi un titolo ATP. A fine torneo torna nella top 100 dopo oltre quattro mesi, all'84ª posizione. Eliminato al primo turno a Monte Carlo, rinuncia ai tornei successivi a causa dei postumi di una tonsillite. Torna in campo sull'erba di Stoccarda e raggiunge per la terza volta la finale del torneo, sconfigge tra gli altri la testa di serie nº 8 Roman Safiullin e Lorenzo Musetti; nell'atto conclusivo viene sconfitto in rimonta da Jack Draper e il 17 giugno risale alla 65ª posizione mondiale. Esce negli ottavi ad Halle, mentre a Wimbledon cede al secondo turno in quattro set al nº 1 del mondo Jannik Sinner.
Conquista per la seconda volta il 250 di Gstaad senza perdere alcun set, batte in semifinale la testa di serie nº 1 e nº 12 al mondo Stefanos Tsitsipas – contro il quale aveva perso tutti i tre precedenti match – e in finale il qualificato Quentin Halys. La settimana successiva si aggiudica anche il 250 di Kitzbühel battendo in finale Hugo Gaston. Con 10 titoli raggiunge Adriano Panatta al secondo posto della classifica dei plurivincitori italiani, alle spalle di Jannik Sinner. A fine torneo torna dopo quasi 11 mesi nella top 40 del ranking ATP, alla 40ª posizione. Non convocato per i Giochi olimpici di Parigi, rinuncia a giocare le qualificazioni al Canadian Open ed esce al primo turno al Cincinnati Open, dove era entrato con una wild card. Agli US Open perde nettamente contro Taylor Fritz al secondo turno.
Nella fase a gironi della Coppa Davis vince i tre singolari disputati e l'Italia accede ai quarti. Si ritira durante il match di secondo turno a Tokyo per un nuovo problema agli addominali. A fine ottobre annuncia la fine della collaborazione con Francisco Roig, con cui aveva iniziato a lavorare a dicembre. Nei quarti di Coppa Davis conquista il punto decisivo in doppio con Jannik Sinner contro l'Argentina sconfiggendo i numeri 20 del ranking Andrés Molteni e Máximo González; in semifinale si impone in rimonta su Thanasi Kokkinakis e l'Italia ha la meglio sull'Australia. Nella finale con l'Olanda, il 24 novembre vince contro Botic van de Zandschulp e l'Italia si aggiudica la terza Coppa Davis. Risalito dalla 154ª alla 35ª posizione in classifica e grazie ai risultati stagionali, agli ATP Awards di dicembre riceve il titolo di miglior ritorno dell'anno.

### 2025: prima vittoria contro Novak Đoković
All'Australian Open, viene sconfitto al secondo turno da Holger Rune dopo aver battuto Cameron Norrie. A Rotterdam esce al primo turno per mano di Tallon Griekspoor, mentre a Doha riesce a battere al primo turno Novak Đoković,, per poi prendersi la rivincita contro Griekspoor e uscire dal torneo ai quarti perdendo contro Jack Draper. Nel Dubai Tennis Championships 2025 vince contro Gael Monfils e Christopher O'Connell ma viene battuto ai quarti di finale da Stefanos Tsitsipas. Percorso simile nel successivo torneo di Indian Wells, dove ha ancora la meglio sull'australiano O'Connell ma deve di nuovo arrendersi all'ellenico Tsitsipas. In coppia con Lorenzo Sonego, riescono ad arrivare ai quarti di finale, dove vengono battuti in due set dalla coppia formata da Mate Pavić e Marcelo Arévalo. A Miami, dopo aver eliminato tra gli altri Alex De Minaur, riesce a spingersi fino ai quarti di finale, dove viene sconfitto dal nº 4 del mondo Taylor Fritz al terzo set, dopo aver annullato nel secondo set sei match point allo statunitense. Agli Internazionali d'Italia, si ritira al terzo turno contro Casper Ruud per un problema agli addominali, dopo aver perso il primo set. Ancora prima che inizi il torneo, si ritira dal Roland Garros, a cui non partecipa dal 2021, per il problema agli addominali accusato agli Internazionali d'Italia. Ancora in condizioni fisiche non ottimali, partecipa al Torneo di Wimbledon 2025, dove perde al primo turno per la prima volta in carriera, sconfitto da Kamil Majchrzak in 5 set. Sempre per problemi fisici rinuncia a difendere i titoli vinti l'anno prima al Swiss Open Gstaad 2024 e all'Austrian Open Kitzbühel 2024, i 500 punti persi lo fanno uscire dalla top 50 del ranking.

## Caratteristiche tecniche

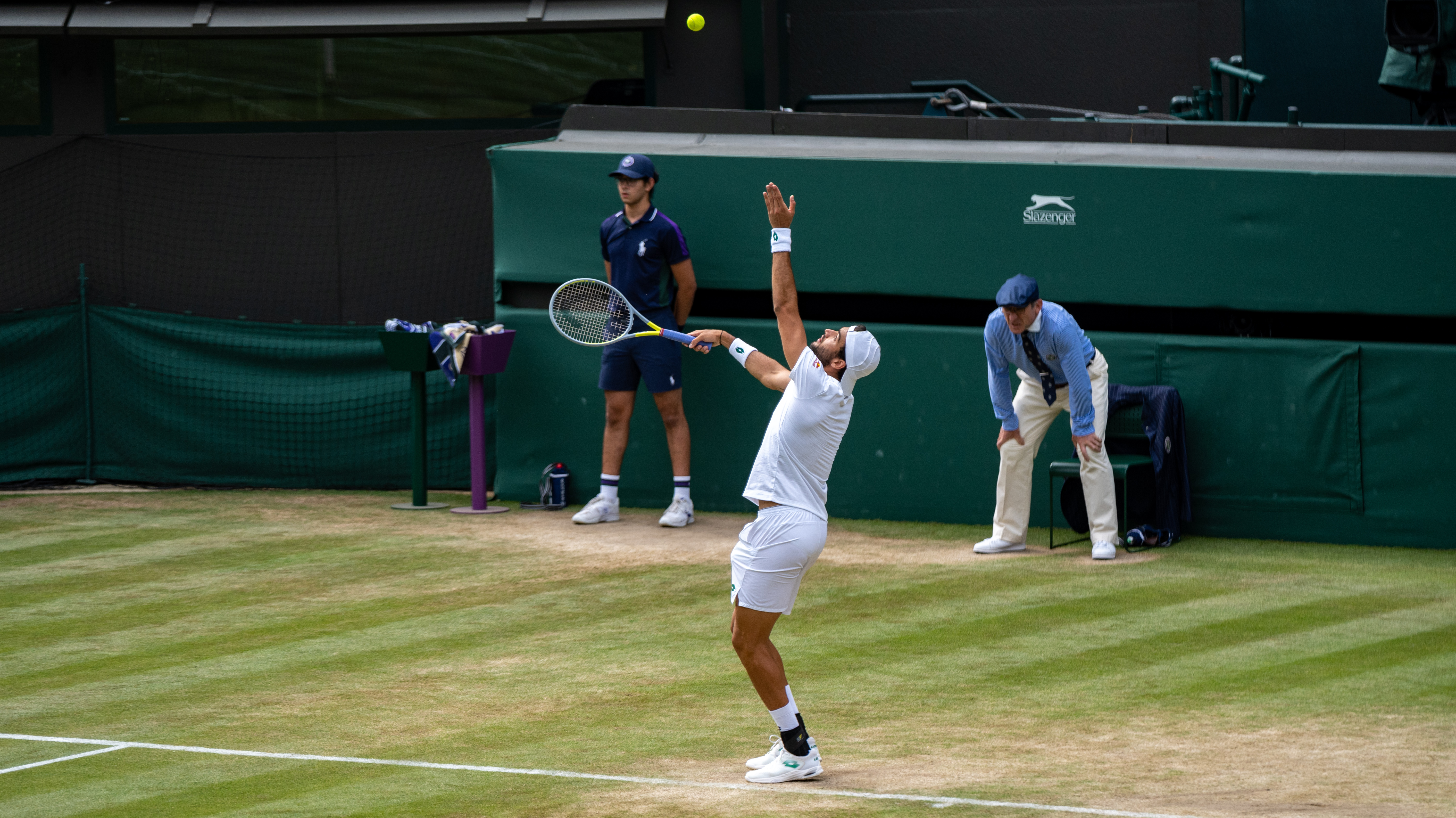
Il servizio di Berrettini a Wimbledon 2021

Berrettini è un giocatore a tutto campo, aggressivo e in possesso di un vasto repertorio di colpi rapidi e carichi di esplosività che gli consentono di essere competitivo su ogni superficie, benché sull'erba riesca a esprimere al meglio il proprio gioco con percentuali di vittorie da top 10 di sempre per superficie.
Dal punto di vista tecnico, il suo stile è quello di un forte attaccante, contrassegnato da colpi carichi di topspin ed esplosività, tirati da dietro la linea di fondo. Le sue armi principali, paragonate a quelle di Andy Roddick e Juan Martín del Potro, sono il servizio e il diritto; quest'ultimo colpo è noto, oltreché per la potenza, anche per la rotazione e la profondità.
Il servizio, solido, potente e veloce, rappresenta uno dei suoi punti di forza – supera regolarmente i 210 km/h, toccando talvolta punte di 235 km/h – con cui tende a dominare i propri turni di gioco. Esso viene eseguito utilizzando la posizione di foot up, che prevede che il piede posteriore si avvicini a quello anteriore in fase di preparazione, riuscendo a guadagnare centimetri in altezza nella fase d'impatto. La seconda di servizio, avendo un rendimento vicino al 60%, si pone tra le più fruttuose del circuito. Inoltre, non di rado usa la tecnica del serve and volley, in cui ci si avvicina alla rete dopo il servizio, mostrando buone qualità nel gioco di volo.
Il diritto è il colpo migliore del suo registro, considerato tra i migliori in circolazione. Esso viene eseguito portando il gomito all'indietro al fine di utilizzare sia l'avambraccio che il polso per conferire velocità e topspin e per ricercare angoli stretti, e una maggiore variabilità delle traiettorie, conferendogli una difficile lettura da parte degli avversari. La racchetta termina poi il suo corso all’altezza delle spalle, appena dietro al collo, con una rotazione esasperata del polso; tale caratteristica è molto evidente specialmente in condizioni di equilibrio precario. La postura con la quale lo esegue è frontale, mentre l'impugnatura è a pistola, infatti Berrettini è solito separare marcatamente l'indice della mano destra dalle altre dita, come se fosse presente un grilletto immaginario, guadagnando una maggiore sensibilità e manovrabilità dei colpi. Durante l'esecuzione le gambe sono ben distanziate tra loro in modo da offrire una base d'appoggio più ampia da cui colpire la palla ed è possibile notare una notevole spinta della gamba esterna.

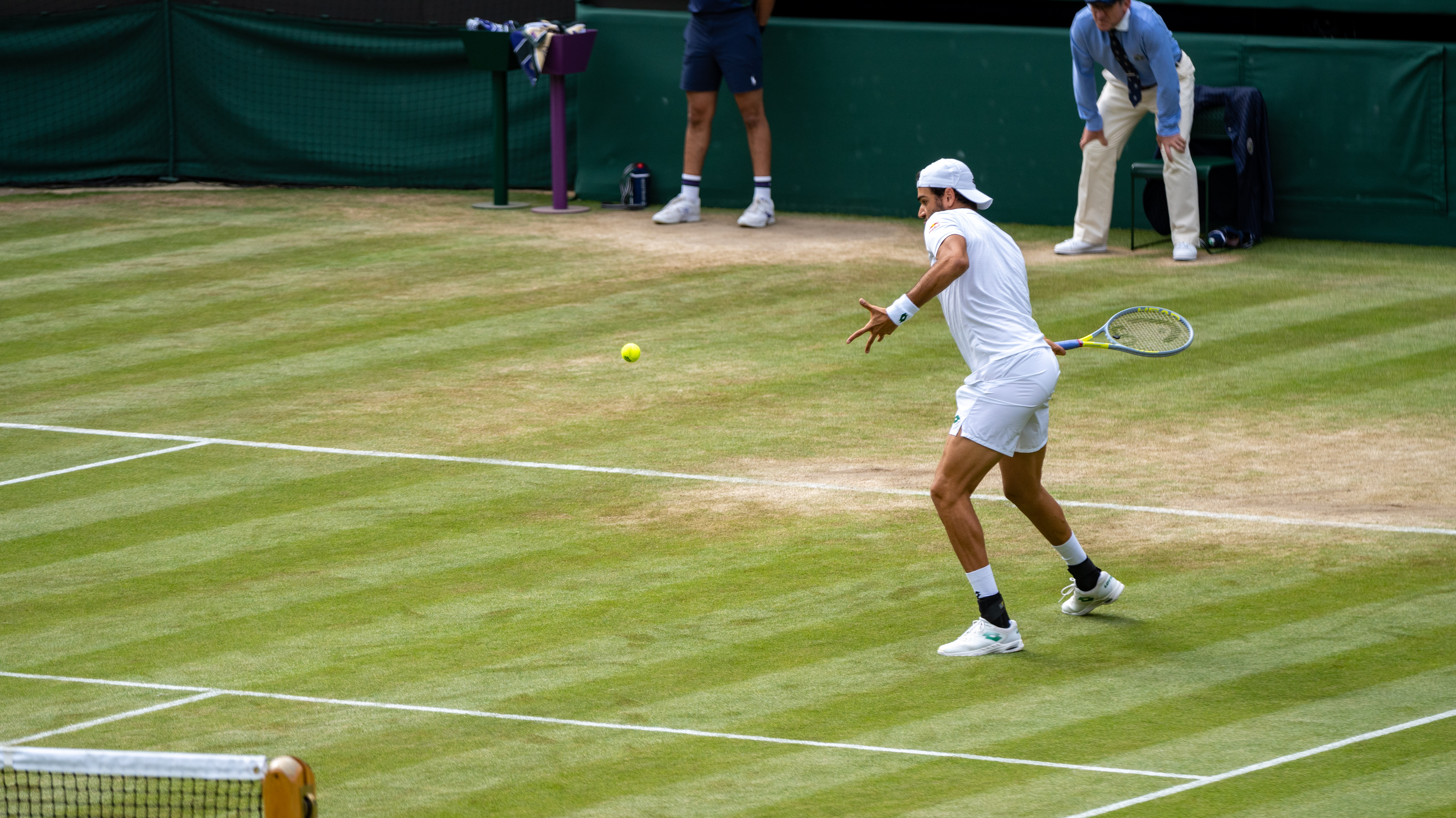
Il diritto di Berrettini a Wimbledon 2021

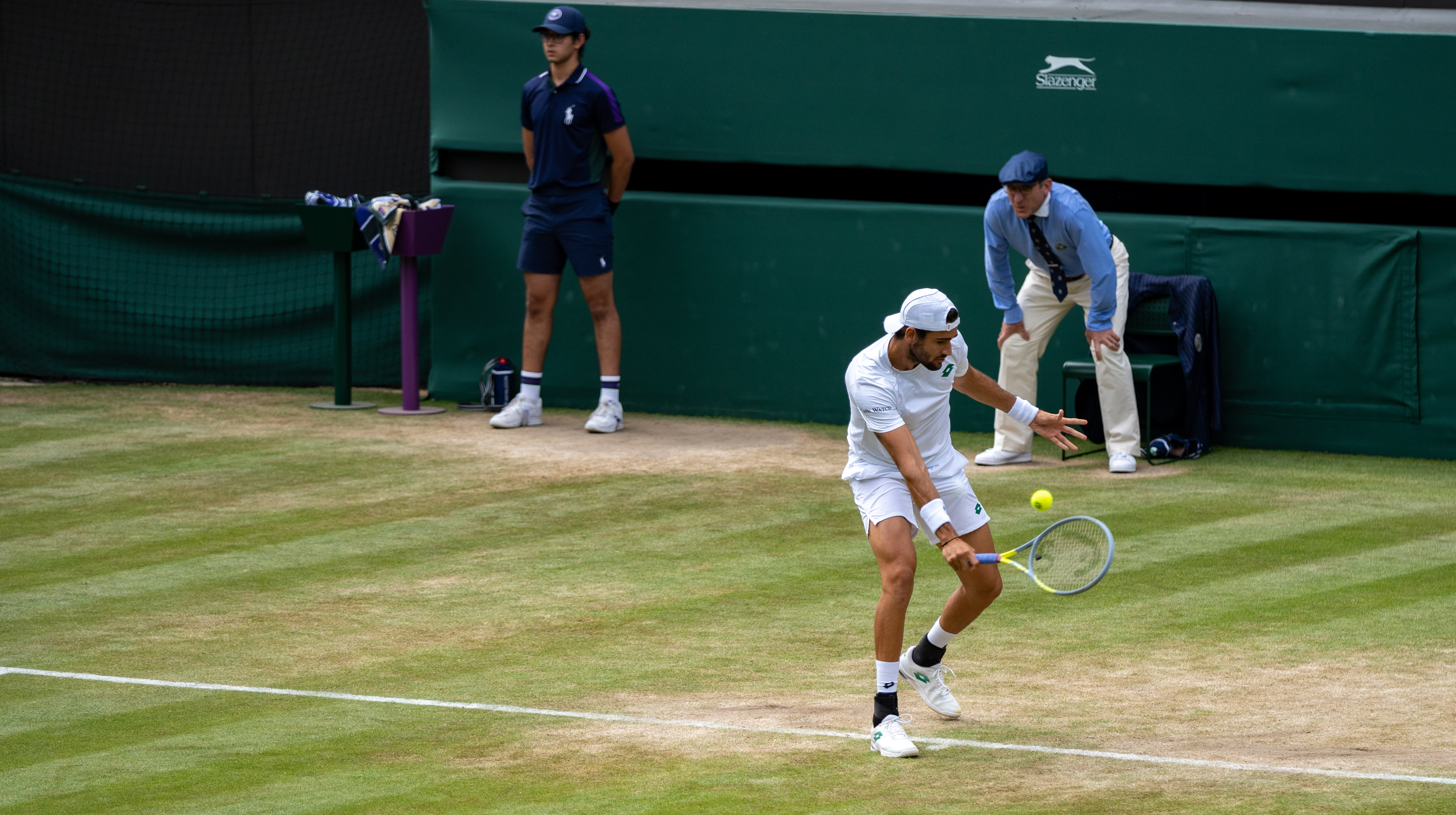
Il rovescio in back di Berrettini a Wimbledon 2021

Un altro punto fondamentale del suo gioco è la grande stabilità mentale che possiede, paragonata da Mats Wilander a quella di Nadal, infatti l'italiano non perde mai la fiducia nei propri mezzi, indipendentemente dal punteggio, riuscendo a mantenere la calma e a restare concentrato per tutta la durata dell'incontro, come dimostrato, ad esempio, durante la gara contro Pedro Martínez allo Swiss Open di Gstaad 2022: nell'occasione, Berrettini si trovava in forte svantaggio, sotto 5–1 nel tie-break del secondo set, con il primo set vinto dallo spagnolo. Ciononostante riuscì a rimontare fino al 7–5, aggiudicandosi il set, e in seguito anche la partita.
Il rovescio a due mani, uno dei suoi punti deboli – specialmente quello lungolinea –, è un colpo meno naturale, sul quale ha dovuto lavorare molto; tuttavia, negli anni ha perfezionato la tecnica ad una mano in anticipo quando riesce a trovare il tempo adatto, soprattutto quando lo gioca in slice, colpo costretto ad utilizzare in seguito ad un infortunio subito al polso all'età di 17 anni. Oggi il suo slice, usato anche per neutralizzare l'aggressività dei colpi avversari e per cambiare il ritmo del gioco, è considerato un'arma molto efficace. Inoltre dispone di una grande tecnica nell'uso dei dropshot, riuscendo a mascherarli bene, in modo da sorprendere gli avversari, con entrambi i fondamentali. L'altro principale problema del suo gioco è dovuto al fisico possente (196 cm per 95 kg), che insiste su una muscolatura esile delle gambe, specialmente polpacci e caviglie, le quali necessitano di essere salvaguardate con apposite protezioni. Questa sua caratteristica fisica lo rende meno veloce negli spostamenti laterali e nel gioco di gambe, risentendone in fase difensiva quando posto sotto pressione, sia sulla risposta in cui ottiene una bassa percentuale di punti che sul rovescio.

## Sponsor ed equipaggiamento
Agli esordi della sua carriera professionistica, Berrettini si è affidato a Lotto come sponsor tecnico, sia per l'abbigliamento (una maglia girocollo in materiale leggero ed elastico, denominata Lotto Tech Seamless poiché senza cuciture per agevolare il comfort in campo e pantalocini) sia per le scarpe (delle Mirage 100). Nel gennaio 2022 annuncia tramite un post Instagram la nuova partnership con l'azienda Hugo Boss, per la quale percepisce oltre mezzo milione di euro, a cui si aggiungono i ricavi derivanti da altri marchi, come Asics e Red Bull, che complessivamente fanno arrivare i guadagni da sponsorizzazioni a circa 2 milioni totali annuali; l'accordo prevede anche il lancio di una collezione indipendente, co-creata dal tennista italiano.
La racchetta è invece una Head Extreme MP, che usa da quando aveva 12 anni, le cui corde sono sintetiche e hanno una tensione di circa 23/22 kg, quindi non troppo elevata su un piatto corde da 100 pollici quadrati come il suo.

## Statistiche

### Singolare

#### Finali del Grande Slam

##### Perse (1)
| N. | Data           | Torneo            | Superficie | Avversari in finale | Punteggio             |
| 1. | 11 luglio 2021 | Wimbledon, Londra | Erba       | Novak Đoković       | 7–6(4), 4–6, 4–6, 3–6 |

#### Risultati in progressione nei tornei dello Slam
| V | F | SF | QF | #T | RR | Q# | A | ND |

(V) Torneo vinto; raggiunto (F) finale, (SF) semifinale, (QF) quarti di finale, (#T) turni 4, 3, 2, 1; (RR) round - robin; (Q#) Turno di qualificazione; (A) assente dal torneo; (ND) torneo non disputato.
| Torneo             | Torneo             | 2017 | 2018 | 2019 | 2020 | 2021 | 2022 | 2023 | 2024 | 2025 | Titoli | V-S   |
| Grande Slam        |                    |      |      |      |      |      |      |      |      |      |        |       |
| Australian Open    | Australian Open    | A    | 1T   | 1T   | 2T   | 4T   | SF   | 1T   | A    | 2T   | 0 / 7  | 10–6  |
| Roland Garros      | Roland Garros      | A    | 3T   | 2T   | 3T   | QF   | A    | A    | A    | A    | 0 / 4  | 8–4   |
| Wimbledon          | Wimbledon          | A    | 2T   | 4T   | ND   | F    | A    | 4T   | 2T   | 1T   | 0 / 6  | 14–6  |
| US Open            | US Open            | Q2   | 1T   | SF   | 4T   | QF   | QF   | 2T   | 2T   |      | 0 / 7  | 18–7  |
| Vittorie-Sconfitte | Vittorie-Sconfitte | 0–0  | 3–4  | 9–4  | 6–3  | 16–3 | 9–2  | 4–3  | 1–1  | 1–2  | 0 / 23 | 49–22 |